# Apporasa atkinsoni
Apporasa atkinsoni är en fjärilsart som beskrevs av William Chapman Hewitson 1869. Apporasa atkinsoni ingår i släktet Apporasa och familjen juvelvingar. Inga underarter finns listade i Catalogue of Life.

## Bildgalleri

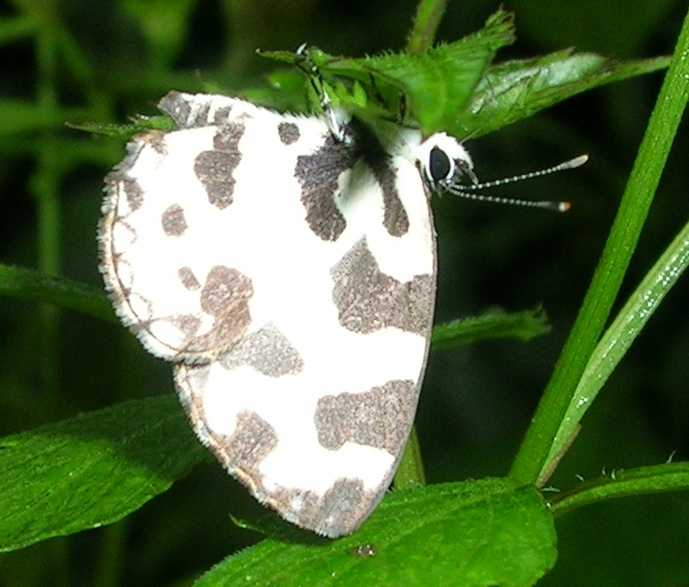